# قلعه‌گاه دربند
قلعه‌گاه دربند (انگلیسی: Qalatga Darband) شهری باستانی در کردستان عراق است که مشرف به دریاچه دوکان در استان سلیمانیه قرار دارد. این محوطه به اواخر عصر هلنیستی یا به دوران گذار میان دورهٔ هلنیستی و اشکانی نسبت داده شده است.
این محوطه نخستین‌بار با استفاده از تصاویر ماهواره‌ای محرمانه‌ای که در دهه ۱۹۹۰ از برنامهٔ ماهواره کرونا و مربوط به دهه ۱۹۶۰ آزاد شده بودند، شناسایی شد. در سال ۲۰۱۳، هیئتی فرانسوی به سرپرستی جسیکا ژیرو آن را در قالب طرحی در منطقه بررسی کرد. در سال ۲۰۱۶، موزه بریتانیا این محوطه را برای کاوش و آموزش باستان‌شناسان عراقی در زمینهٔ باستان‌شناسی و حفاظت از محوطه‌ها انتخاب کرد؛ برنامه‌ای که با حمایت دولت بریتانیا انجام شد.

## نگارخانه

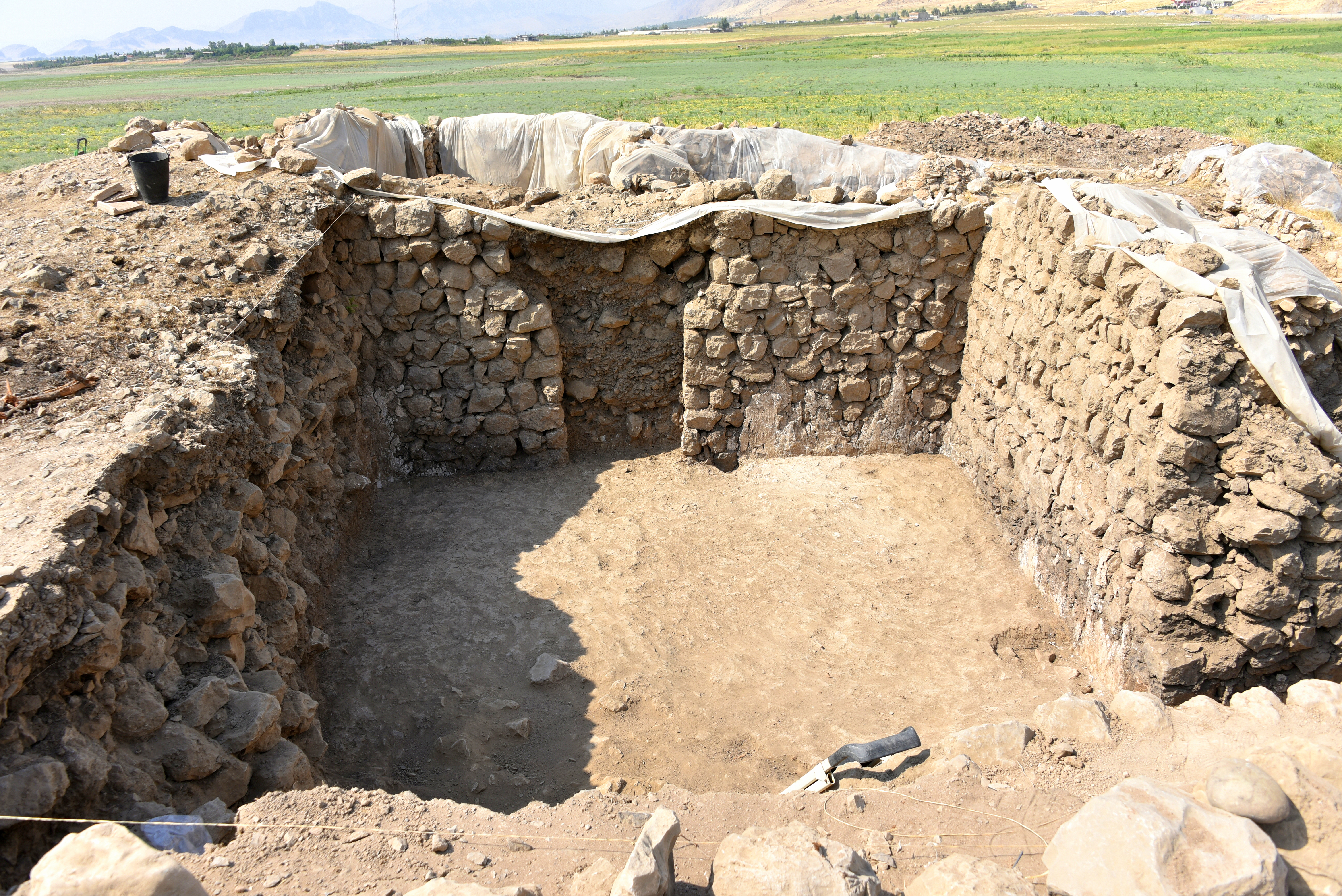
ساختمان اشکانی در قلعه‌گاه دربند، ۲۶ سپتامبر ۲۰۱۹
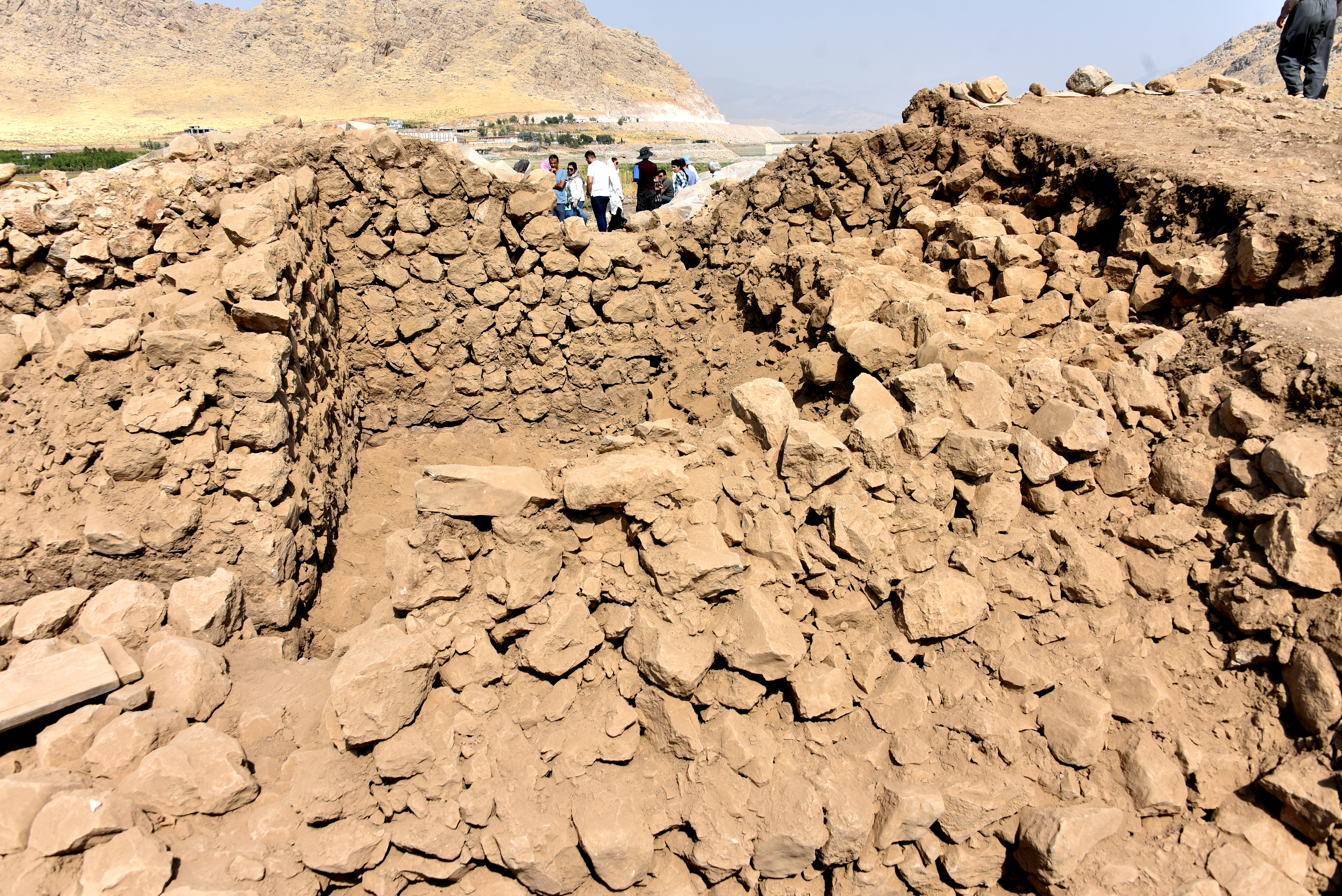
ساختمان اشکانی در قلعه‌گاه دربند، ۲۶ سپتامبر ۲۰۱۹
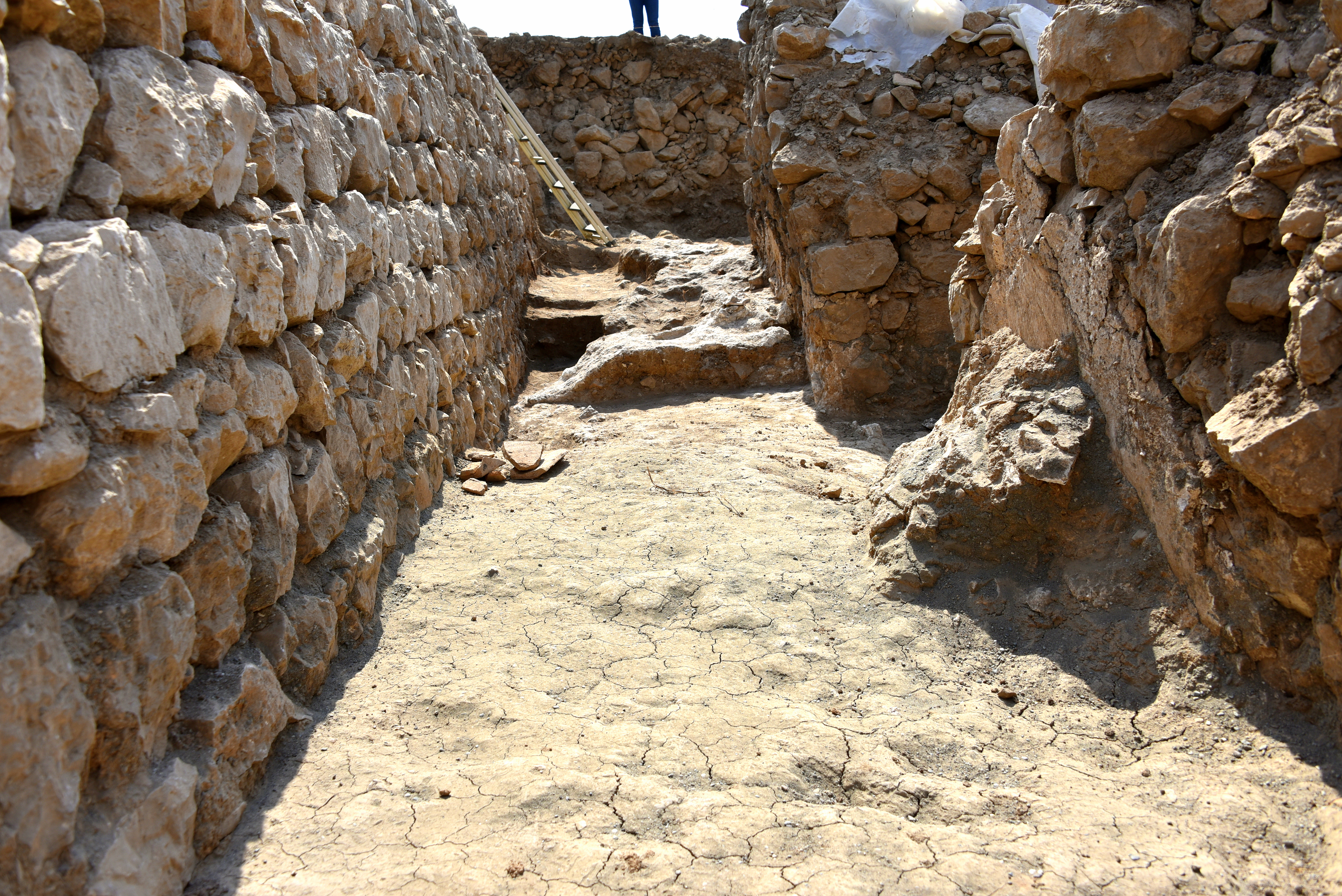
ساختمان اشکانی در قلعه‌گاه دربند، ۲۶ سپتامبر ۲۰۱۹
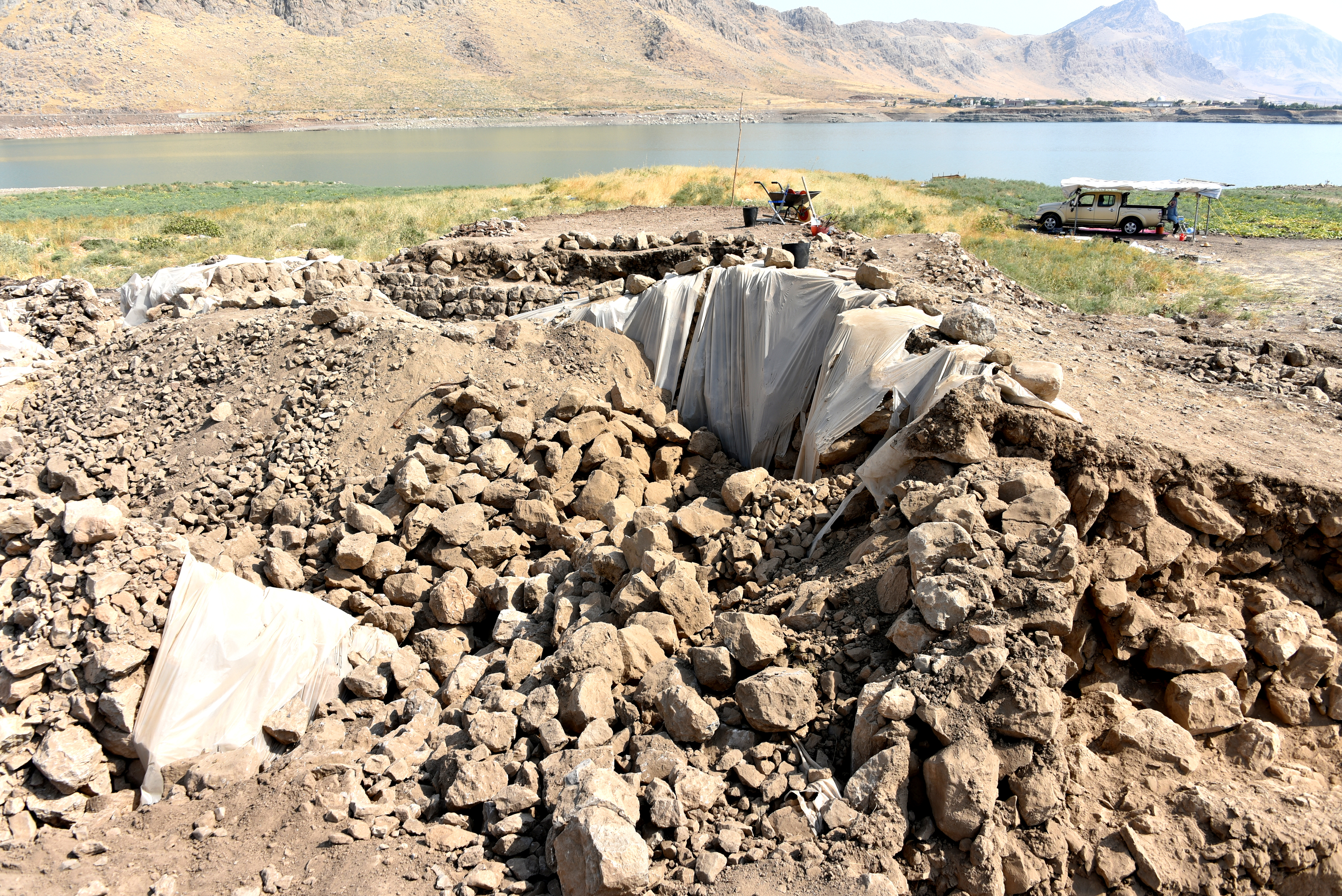
کاوش‌های باستان‌شناسی در حال آشکارسازی ساختمان اشکانی در قلعه‌گاه دربند، ۲۶ سپتامبر ۲۰۱۹